# BODY (お笑いコンビ)
BODY（ボディ）は増谷BODY（増谷キートン）と宮崎BODY（椿鬼奴）によるお笑いコンビ。
2人はとも主にピン芸人として活動しているが、2005年のM-1グランプリに出場するためにBODYを結成し、それ以降キュートンのライブなどで一つのネタとしてBODYの漫才を披露している。

## 芸風
漫才の立ち位置は下手側（向かって左）に増谷BODY、上手側（向かって右）に宮崎BODY。二人の背格好と髪の長さがほぼ同じで、しかもBODYとして舞台に出るときは揃いの衣装（同色のトレーナーとデニムパンツ）をつけているので遠目に見ると双子の兄弟のように見える。ネタはしばしば既存のストーリー（銀河鉄道999、水戸黄門など）をパロディ化したコント仕立てになっていて、その中で増谷BODYのぼけを宮崎BODYが強烈なテンションでつっこむパターンが多い。2007年M-1グランプリ三回戦では当時サッカー騒動で謹慎中だった横綱朝青龍をネタにして爆笑を誘い、高評価で準決勝に進出したが、準決勝では水戸黄門をもじったネタで敗退した。
2007年テレビ朝日系列の笑いの金メダルでは、BODY名義でコントを披露。最初にピンクの全身タイツに白い鉢巻、手には鞭を持った増谷がSHOP99のテーマソングに合わせてスキップしながら登場する。続いて宮崎（椿）が現れ、増谷を見て「ギャー」「い〜や〜」などと数秒間絶叫する。その後、音楽が止まると増谷が顔だけタイツを取るが、その下にもタイツを被っている。一枚しか被っていないパターンもあり、その場合はタイツを取った増谷が「オレだよ…」と言い、椿が「あなた…」と言って終了する。

## 出演

### テレビ
コンビとしての出演のみ掲載する。ピン芸人としての出演は増谷キートン・椿鬼奴を参照。
- お笑い Dynamite!（TBS）キャッチコピーは「摩訶不思議な世界」
- 笑っていいとも!（フジテレビ）
- 笑いの金メダル（テレビ朝日）

### その他
- M-1グランプリ2005 三回戦敗退、2006、2007 準決勝進出